# 92894 Bluford
92894 Bluford este o planetă minoră (asteroid), cu un diametru de 2,981 km, din centura de asteroizi. A fost descoperită pe 28 august 2000 la Observatorio de Cerro Tololo⁠(d) de Marc Buie⁠(d). 
Obiectul prezintă o orbită caracterizată de o semiaxă mare de 2,3597768321698 UAi, o excentricitate de 0,17970596102859, o înclinație de 4,7927510846617 ° în raport cu ecliptica.